# 長棘鯒
長棘鯒，又稱長棘牛尾魚，為輻鰭魚綱鮋形目牛尾魚亞目牛尾魚科的其中一種，分布於澳洲海域，棲息深度10-75公尺，屬底棲性魚類，體長可達38公分，生活在內灣海域，屬肉食性，生活習性不明。

## 擴展閱讀
維基物種上的相關：長棘鯒